# Kevin Broll
Kevin Broll (ur. 23 sierpnia 1995 w Mannheimie) – niemiecki piłkarz polskiego pochodzenia, występujący na pozycji bramkarza. Od 2024 roku piłkarz PAC Omonia 29M.

## Życiorys
Jako junior występował w LSC Ludwigshafen, a od 2001 roku – w SV Waldhof Mannheim. W sezonie 2010/2011 występował w Bundeslidze U-17. W 2013 roku został włączony do pierwszej drużyny, jednak nie rozegrał żadnego meczu w drużynie seniorów i latem 2014 roku został piłkarzem FC 08 Homburg, w barwach którego w sezonie 2014/2015 wystąpił w siedmiu spotkaniach Regionalligi. W 2015 roku podpisał kontrakt z SG Sonnenhof Großaspach. Początkowo był rezerwowym bramkarzem jako zmiennik Christophera Gänga, a po odejściu Gänga został podstawowym piłkarzem klubu. Ogółem wystąpił w 120 meczach ligowych Sonnenhof Großaspach. W 2019 roku przeszedł do Dynama Drezno. W 2020 roku spadł z Dynamem z 2. Bundesligi. Rok później jego klub awansował do 2. Bundesligi. W lipcu 2022 roku podpisał roczny kontrakt z Górnikiem Zabrze. W ekstraklasie zadebiutował 18 lipca w przegranym 0:2 spotkaniu z Cracovią. Ogółem w najwyższej polskiej klasie rozgrywkowej rozegrał dziesięć spotkań. Pod koniec stycznia 2023 roku powrócił do Dynama Drezno, wiążąc się z klubem półtoraroczną umową.

## Życie prywatne
Jego rodzice, Karina i Krzysztof, są Polakami. Jego dziadkiem ze strony matki był Artur Janus, piłkarski mistrz Polski ze Stalą Mielec w 1973 roku. Jego brat Dennis również jest bramkarzem, występując w klubach niemieckich niższych lig.

## Statystyki ligowe
| Sezon         | Klub                    | Liga          | Mecze | Gole |
| ------------- | ----------------------- | ------------- | ----- | ---- |
| 2013/2014     | SV Waldhof Mannheim     | Regionalliga  | 0     | 0    |
| 2014/2015     | FC 08 Homburg           | Regionalliga  | 7     | 0    |
| 2015/2016     | SG Sonnenhof Großaspach | 3. Liga       | 14    | 0    |
| 2016/2017     | SG Sonnenhof Großaspach | 3. Liga       | 33    | 0    |
| 2017/2018     | SG Sonnenhof Großaspach | 3. Liga       | 35    | 0    |
| 2018/2019     | SG Sonnenhof Großaspach | 3. Liga       | 38    | 0    |
| 2019/2020     | Dynamo Drezno           | 2. Bundesliga | 33    | 0    |
| 2020/2021     | Dynamo Drezno           | 3. Liga       | 38    | 0    |
| 2021/2022     | Dynamo Drezno           | 2. Bundesliga | 29    | 0    |
| 2022/2023 (j) | Górnik Zabrze           | Ekstraklasa   | 10    | 0    |
| 2022/2023 (w) | Dynamo Drezno           | 3. Liga       | 0     | 0    |